# Bitva na Bzuře
Bitva na Bzuře byla bitva druhé světové války mezi Polskem a Německem, která se odehrála ve dnech 9. — 18/22. září 1939. Jednalo se o největší bitvu německé invaze do Polska.

## Výchozí situace

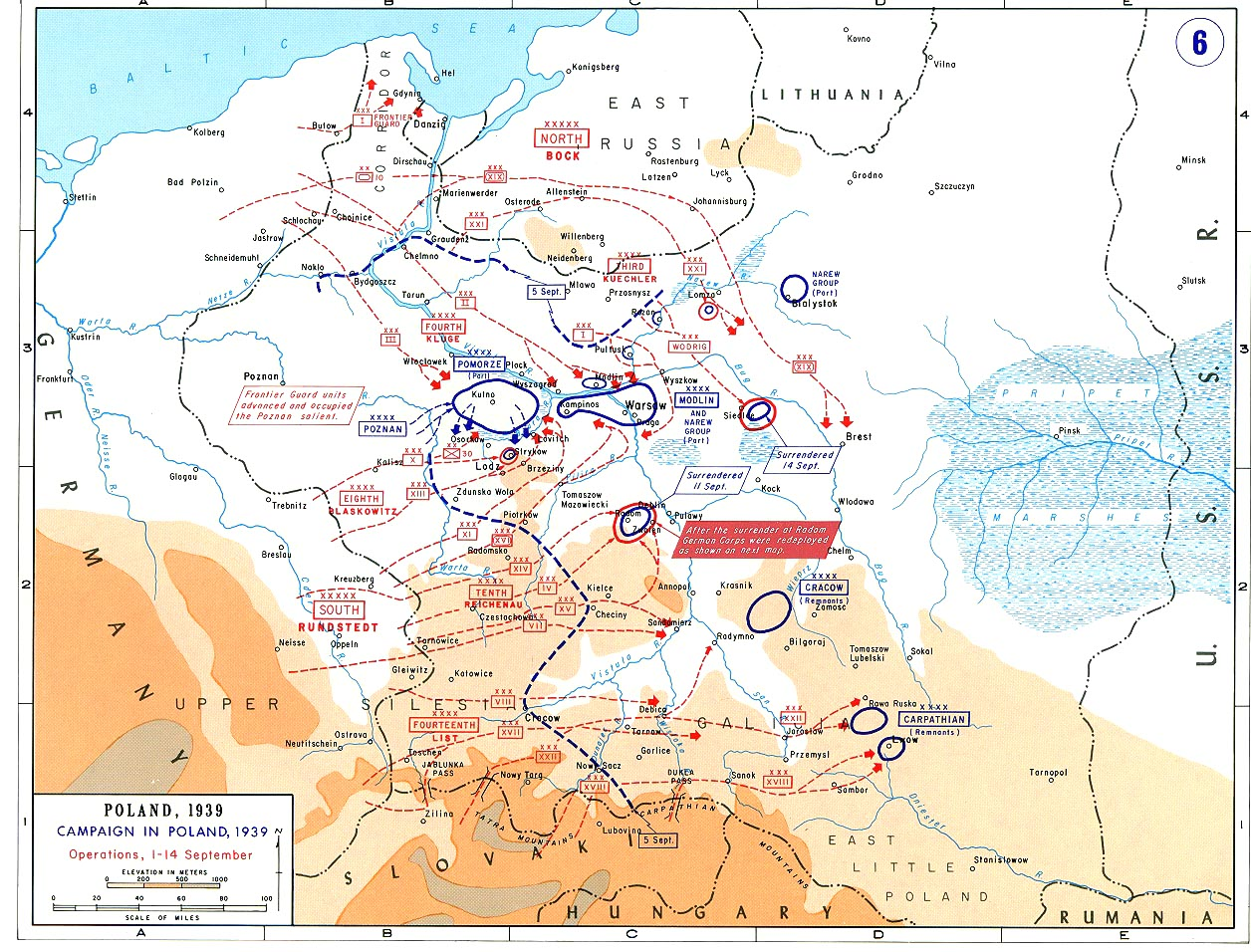
Mapa ukazující přepad Polska z jihu

Postupem německé skupiny armád Jih směrem na Varšavu se polská armádní skupina Poznaň začínala dostávat do nebezpečného sevření ze severu a jihu, ačkoliv samotná skupina neměla doposud během prvních tří dní války větší ztráty na životech. Její velitel generál Tadeusz Kutrzeba si však uvědomoval nebezpečí obklíčení a žádal generální štáb o povolení útoku na 8. německou armádu generála Blaskowitze. Polské velení se však chtělo vyhnout rozhodující bitvě západně od Visly a tento návrh bryskně odmítlo.
Když hrozilo nebezpečí, že armáda Lodž bude při ústupu zničena, dostal Kutrzeba povolení zahájit na odkryté křídlo 8. armády odlehčovací protiútok. Nutno uznat, že i velitel německé skupiny armád Jih generálplukovník von Rundstedt si nebezpečí uvědomoval, ale uklidnila jej mylná zpráva rozvědky, že větší část poznaňské armády byla vlakem přesunuta do Varšavy. I když generál Blaskowitz upozorňoval své podřízené útvary na možné nebezpečí, byl většinou oslyšen.
Dne 8. září 1939 dorazila německá 4. tanková divize na západní předměstí Varšavy, což v polském armádním velení způsobilo šok, neboť že by Němci po týdnu bojů dosáhli hlavního města byla možnost, s kterou nepočítal ani francouzský generální štáb. Za této situace dostal Kutrzeba definitivně zelenou pro svůj útok.

## Polský útok a německá reakce

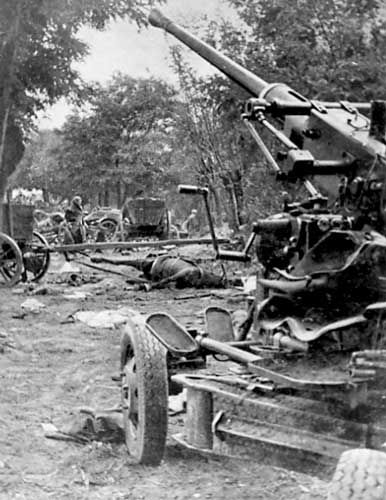
Následky útoku na polskou kolonu, 40mm kanón Bofors v popředí

Na Bzuře nastal během celého polského tažení vzácný moment, že polská armáda měla místně nevelkou, ale přece jen početní převahu. Do útoku proti německé 24. a 30. pěší divizi vyrazily večer 9. září 1939 síly ve složení 14., 17. a 25. pěší divize, podporované na křídlech jezdeckými brigádami Podolska a Wielkopolska.
Ačkoli polské jednotky nepřítele překvapily, kladla hlavně německá 30. divize tuhý odpor Polákům u města Piatek, které padlo až po nasazení záloh a tančíků jezdeckých brigád. Nicméně ráno 10. září byly obě německé divize na ústupu, pouze 1.500 vojáku německé 30. divize padlo do zajetí. Během dalších dvou dnů však polský útok ztratil dech. Němci zareagovali bleskově. 4. tanková a 1. tanková divize dostaly rozkaz přenechat dobytí Varšavy pěchotě a vyrazit na západ uzavřít obklíčení armády Poznaň. Díky motorizaci německé armády Němci do dvou dnů obnovili svou početní převahu, takže rozkaz polského generálního štábu, aby se armáda Poznaň probila k Radomi a zaujala obranné pozice u středního toku Visly byly čirou fantazií, neboť v té době 9 polských divizí čelilo 19 německým z nichž 5 bylo tankových či lehkých. Kutrzeba se snaze zachránit co nejvíce svých vojáků se spojil s troskami armády Pomořany a přes Sochaczew se pokusil probít do Varšavy. Tento jeho záměr však zmařili Němci tím, že udeřili jako první. Luftwaffe 16. září nasadila do prostoru Bzury do útoku 820 letounů, které svrhly na polské pozice přes 328 tun bomb. Z bzurského kotle se podařilo uniknout skulinou severně od Sochaczewa z celé armády pouze zbytkům obou jezdeckých brigád a 15. a 25. pěší divizi, které se probily do Kampinoského pralesa severně od Varšavy. Divize, které zůstaly v kotli, bojovaly ještě dva dny. 18. září se organizovaný odpor zhroutil, i když Němci ještě tři dny čistili jednotlivá ohniska odporu. Armády Poznaň a Pomořany přestaly existovat, do německého zajetí padlo 120 000 polských vojáků a důstojníků.

## Důsledky
Z krátkodobé perspektivy boj na Bzuře umožnil armádě Lodž a Varšava zaujmout obranné pozice v hlavním městě a přibližně o týden oddálil hlavní německý nápor na město. Průběh bojů však odhalil na polské straně dva velké nedostatky a to zaprvé malou mobilitu polské armády, která podstatně limitovala rozsah útočných operací a zadruhé zastaralé spojovací prostředky, které zapříčinily pomalé předávání rozkazů formacím a kvůli tomu nedokázal Kutrzeba svou ofenzivní akci zkoordinovat s polskými oddíly ve varšavském prostoru.